# Galeus melastomus
Il boccanera (Galeus melastomus), detto anche "bocca d'inferno" conosciuto anche come gattuccio boccanera, è un piccolo squalo abissale della famiglia Scyliorhinidae.

## Distribuzione e habitat
Questa specie si incontra nell'Oceano Atlantico orientale, a nord fino alla Norvegia settentrionale ed a sud fino al Senegal e nel mar Mediterraneo, dove è comune, anche in acque italiane.

Vive su fondali fangosi ad elevate profondità (fino a 1200 m) e spesso si incontra assieme agli scampi ed ai melù.

## Descrizione
È esteriormente molto simile al comune gattuccio ma più slanciato e sottile, con muso più lungo, occhi più grandi e pinna anale molto più lunga. Anche le pinne ventrali sono più grandi che nel gattuccio. Quello che lo distingue senza dubbio dai due Scyliorhinus mediterranei è la colorazione grigiastra uniforme con numerose macchie ben definite nere o scure allineate sul dorso, accompagnate da altre macchie più piccole e più confuse. Gli occhi sono verdastri e l'interno della bocca è nero.

Misura al massimo 90 cm ma è molto raro trovare individui più lunghi di 50 cm e più pesanti di 400 g.

## Alimentazione
Si ciba principalmente di crostacei e di cefalopodi bentonici ma preda anche pesci abissali come i pesci lanterna ed altri piccoli squali.

## Riproduzione
Si tratta di una specie ovipara che depone uova simili a quelle del gattuccio ma con cirri solo ad una estremità. Ogni femmina depone da 2 a 4 uova, raramente 8.

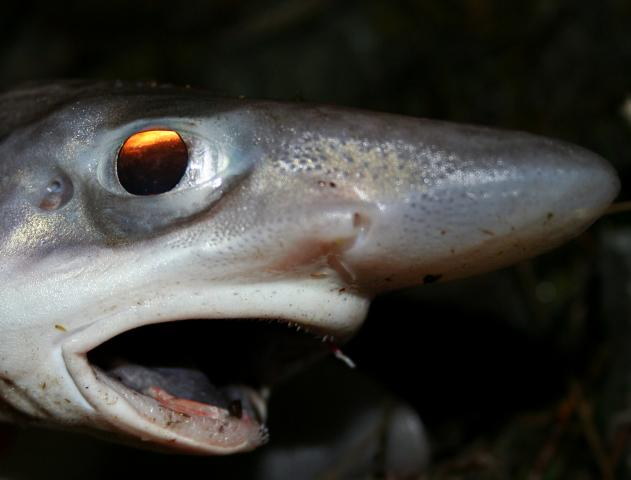
Particolare del muso e della bocca

## Pesca
Si cattura con le reti a strascico ed i palamiti.